# 1. zračnoprevozni korpus (Združeno kraljestvo)
1. zračnoprevozni korpus (izvirno angleško 1st Airborne Corps) je bila padalska enota Britanske kopenske vojske med drugo svetovno vojno.

## Zgodovina
Korpus je bil uničen v operaciji Market Garden.

## Sestava
- 1. zračnoprevozna divizija
- 6. zračnoprevozna divizija
- 1. (poljska) samostojna padalska brigada